# Benedikt Gröndal
Pour les articles homonymes, voir Gröndal.
Benedikt Sigurðsson Gröndal (né le 7 juillet 1924 et mort le 20 juillet 2010 à 86 ans) est un homme d'État islandais, qui est Premier ministre de son pays du 15 octobre 1979 au 8 février 1980, pour le Parti social-démocrate (Alþýðuflokkurinn).

## Biographie
Il est ministre des Affaires étrangères de 1978 à 1980, le seul homme politique islandais à avoir été à la fois Premier ministre et ministre.
Il est député à l'Althing de 1956 à 1982 et dirige son parti de 1974 à 1980. Gröndal participe également à l'Assemblée générale des Nations unies en 1966. 
Après avoir quitté la scène politique en 1982, il est nommé ambassadeur d'Islande en Suède et Finlande. Quelques années plus tard, il quitte Stockholm pour devenir ambassadeur itinérant en Asie-Pacifique, notamment en Australie, en Chine, en Corée du Sud et au Japon. Enfin, ayant servi deux ans comme représentant auprès des Nations unies, Benedikt Gröndal prit sa retraite dans son pays natal en 1991. Il est décédé le 20 juillet 2010 à l'âge de 86 ans.